# 箱式石棺
箱式石棺（はこしきせっかん）とは、縄文時代～古墳時代にかけてみられる、板石を箱状に組み合わせて作られた石棺の一種である。

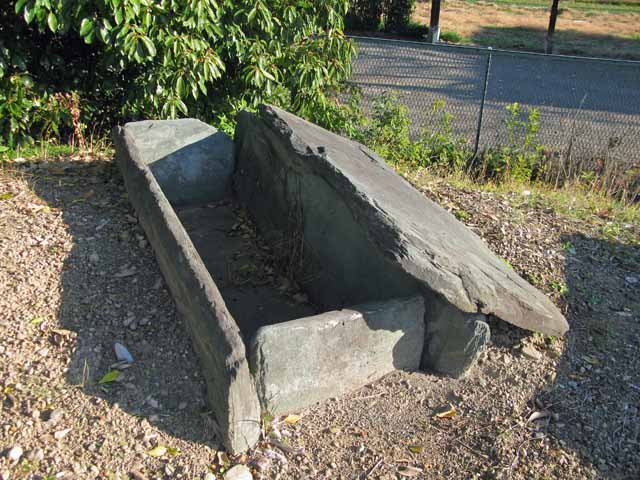
大塚古墳石棺（埼玉県川島町）

## 概要
縄文後期に青森・長野の遺跡で出現し、晩期に入ると東日本一帯に広まった。
弥生時代の箱式石棺は九州北部・中国西部を中心に前期から出現し、その後近畿を除く西日本に広く分布した。甕棺など他の埋葬施設と群集して共同墓地を構成する。
古墳時代には古墳の埋葬施設として採用された。ただし古墳時代のものを箱形石棺と呼ぶこともある。

## 箱式石棺が出土した主な遺跡

### 縄文時代
- 水上(2)遺跡 - 青森県西目屋村。後期初頭の石棺墓が18基出土した。
- 原山支石墓群(原山ドルメン) - 長崎県南島原市。終末期の支石墓群で、支石の下に屈葬用の極端に短くて深い箱式石棺が備え付けられているものがある。
- 大野台支石墓群 - 長崎県佐世保市（旧北松浦郡鹿町町）。原山と同様、長崎県の特徴である下部に箱式石棺を伴う。

### 弥生時代
- 土井ヶ浜遺跡 - 山口県下関市。前期から中期の墓地遺跡で、6体の人骨が入った石棺が確認されている。
- 吉野ヶ里遺跡 - 佐賀県神埼郡吉野ヶ里町。3500基以上発見された墓のうち、11基が石棺墓。

### 古墳時代
- 安土瓢箪山古墳 - 滋賀県近江八幡市。4世紀中頃の前方後円墳。前方部で箱式石棺が2基確認されている。
- 亀塚古墳 - 大分県大分市。5世紀初頭の前方後円墳。墳頂にレプリカが展示されている。
- 三ツ城古墳 - 広島県東広島市。5世紀前半の前方後円墳。
- 野毛大塚古墳 - 東京都世田谷区。5世紀前半の帆立貝形古墳。4つの埋葬施設のうち最後に作られた。
- 金鈴塚古墳 - 千葉県木更津市。終末期の前方後円墳。未盗掘で、石棺の内外から大量の副葬品が出土した。